# Cotylemyzon vervoorti
Cotylemyzon vervoorti is een eenoogkreeftjessoort uit de familie van de Catiniidae. De wetenschappelijke naam van de soort is voor het eerst geldig gepubliceerd in 1982 door Stock.